# 白馬鎮 (泰州市)
白馬鎮（はくばちん）は、中国江蘇省泰州市高港区にある鎮。
中国人民解放軍海軍が誕生した地であり、現在は中国人民解放軍海軍誕生地記念館が設置されている。

## 地理
面積は26㎢、人口は約2万5000人

## 行政区画
- 金馬社区、白馬社区、陳家村、陸家村、岱白村、黄河村、前進村。